# Ping Que
Ping Que (* vermutlich 1837; † 1886) war ein Chinese aus Guangzhou, ein Goldsucher und Geschäftsmann, der im Northern Territory von Australien sowohl bei Europäern und Chinesen Anerkennung fand.

## Leben
Ping Que erreichte am 23. Juni 1874 mit dem Dampfer Cornwall aus Hongkong im Alter von vermutlich 17 Jahren Victoria. Er lebte fast 20 Jahre in Creswick und arbeitet in Goldminen der Umgebung, erwarb auch Beteiligungen an der Mitchell's Golden Freehold Mining Company. 1873 beantragte er die  Einbürgerung, die ihm am 18. Dezember des Jahres verliehen wurde.
1875 siedelte er ins Northern Territory um. Dabei reiste er mit der Claude Hamilton, dem ersten Schiff, das von Adelaide aus entlang der Küste von Queensland nach Darwin segelte. Que wurde Vorarbeiter der chinesischen Kulis und erwarb Schürfrechte an zahlreichen Goldminen, so dass die Minenarbeiter Teile ihrer Funde an ihn abtreten mussten. Ferner gründete er weitere Handelsgeschäfte in den Goldfeldern, einschließlich eines Transportunternehmens. Seine Geschäfte entwickelten sich positiv und 1877 führte er fünf Minen, die ihm pro Jahr mehr als 500 Unzen Ertrag in Gold einbrachten, sowie ein Handelsgeschäft.
1882 hatte er Minen am Margaret River, im Union- und im Pine Creek-Gebiet, weitere Minen betrieb er nicht selbst, sondern verpachtete sie. Allein in der sogenannten Number Five Mine beschäftigte er sechzig Personen. Daneben besaß er einige Läden und eine Metzgerei und galt auf der Höhe seines Erfolges als the most enterprising miner in the Territory (deutsch: der unternehmerischste Minenbesitzer im Northern Territory).
In 1883 wurde Ping Que Mitglied der Port Darwin Camp Progress Association und des Mining Board. Als europäische Geschäftsleute die Preise für zu den Minen transportiertes Wasser auf £ 345 erhöhten, organisierte Ping Que einen Aufruhr unter den europäischen und chinesischen Minenarbeitern, was zur deutlichen Senkung der Preise führte. Von Historikern wird er als kompetenter und cleverer Geschäftsmann mit ehrenhafter Reputation beschrieben und war sowohl bei den Chinesen als auch bei den Europäern geschätzt und anerkannt. Er beschäftigte etwa 100 Chinesen, die Wasser von Southport in die Goldfelder brachten.
1886 reiste Ping Que nach China, wo er unter unbekannten Umständen verstarb. In einem Nachruf der Northern Territory Times bezeichnete diese ihn als far and away the smartest mining man we have yet met in the Territory (mit Abstand der fähigsten Bergmann, den wir bislang im Territory angetroffen haben).

## Sonstiges
Die „Que Lane“ in Gungahlin, einem Stadtteil der australischen Hauptstadt Canberra, wurde 1992 nach Ping Que benannt.